# The Innocents
The Innocents är det tredje studioalbumet av den brittiska syntpopduon Erasure, utgivet i april 1988. Albumet blev en kritisk och kommersiell succé och gjorde Erasure till superstjärnor i hemlandet Storbritannien, samt gav dem deras genombrott i USA. The Innocents toppade UK Albums Chart under två veckor och blev den första av Erasures många albumlistettor i Storbritannien. The Innocents är Erasures bäst säljande album någonsin och har tilldelats dubbla platinacertifikat i Storbritannien.
Låtarna "Ship of Fools", "Chains of Love" och "A Little Respect" från albumet släpptes som singlar.
Albumomslaget är en avbildning av ett blyinfattat fönster som i sin tur föreställer aposteln Jakob och Karl den store. Förlagan till bilden finns i katedralen Notre-Dame de Chartres i den franska staden Chartres.

## Låtlista
Samtliga låtar är skrivna av Andy Bell och Vince Clarke om inte annat anges.
| Nr  | Titel                 | Längd |
| --- | --------------------- | ----- |
| 1.  | "A Little Respect"    | 3:32  |
| 2.  | "Ship of Fools"       | 4:01  |
| 3.  | "Phantom Bride"       | 3:32  |
| 4.  | "Chains of Love"      | 3:45  |
| 5.  | "Hallowed Ground"     | 4:05  |
| 6.  | "Sixty-five Thousand" | 3:23  |
| 7.  | "Heart of Stone"      | 3:20  |
| 8.  | "Yahoo!"              | 3:48  |
| 9.  | "Imagination"         | 3:28  |
| 10. | "Witch in the Ditch"  | 3:45  |
| 11. | "Weight of the World" | 3:40  |

Bonusspår på CD-utgåvan
| Nr  | Titel                                            | Kompositör                                | Längd |
| --- | ------------------------------------------------ | ----------------------------------------- | ----- |
| 12. | "When I Needed You (Melancholic Mix)"            |                                           | 4:22  |
| 13. | "River Deep – Mountain High (Private Dance Mix)" | Jeff Barry, Ellie Greenwich, Phil Spector | 7:02  |